# Charta Oecumenica
Charta Oecumenica blev offentliggjort i 2001. Det er et europæisk økumenisk dokument – en slags Takt og Tone for Europas Kirker. Dokumentet indeholder retningslinjer for samarbejdet mellem kirkerne i Europa. 
Læs den danske oversættelse her.
Original tekst på engelsk, tysk og fransk Arkiveret 27. september 2007 hos  Wayback Machine
Charta Oecumenica er udarbejdet i samarbejde mellem Konferencen for Europæiske Kirker (KEK) og Rådet for de katolske bispekonferencer i Europa (CCEE).
Charta Oecumenica blev udarbejdet på initiativ af Den anden Europæiske Økumeniske Forsamling i Graz i 1997. I 2007 udgjorde Charta Oecumenica fundamentet for programmet på Den Tredje Europæiske Økumeniske Forsamling (EEA3) i Sibiu i Rumænien. Hjemmeside for EEA3

## Indhold
Chartret opfordrer blandt andet kirkerne til at drøfte planer for evangelisation med hinanden for at undgå situationer der kan opleves som om nogle kirker stjæler medlemmer fra andre kirkesamfund. Chartret opfordrer også kirkerne til at samarbejde på alle niveauer, så vidt der overhovedet er muligt. 

## Modtagelsen og den videre proces
Charta Oecumenica er blevet antaget af mange forskellige kirker rundt om i Europa, hvor det blandt andet bruges i samarbejdet mellem minoritets- og majoritetskirker. 
Mange steder har man arbejdet videre med dokumentet og lavet nye udgaver tilpasset de lokale forhold.

## Charta Oecumenica i Danmark
I Danmark valgte Folkekirkens mellemkirkelige Råd at sende dokumentet videre til Danske Kirkers Råd som indtil videre har valgt ikke at gøre med ved det. I Danmark findes allerede et lignende dokument for samarbejde mellem kirkerne, nemlig Takt og tone kirkerne imellem udarbejdet i 1994 af det daværende Danske Kirkers Samråd. Takt og tone kirkerne imellem

## Mere om baggrunden for Charta Oecumenica
I 1997 afholdtes Den Anden Europæiske Økumeniske Forsamling i Graz i Østrig hvor både ortodokse, romersk katolske og protestantiske kirker deltog. 
I løbet af mødet blev det klart at ændringerne i Europa efter Murens fald og Sovjetunionens sammenbrud havde givet problemer for de europæiske kirkers omgang med hinanden. Derfor besluttede man at udforme retningslinjer for, hvordan kirkerne kan styrke samarbejdet og undgå rivalisering. 

## Processen bag dokumentet
Konferencen for Europæiske Kirker og Rådet for de europæiske Bispekonferencer (CCEE) udarbejdede i fællesskab et udkast til et "Charta Oecumenica" med retningslinjer for god opførsel kirkerne imellem.
Udkastet kom til høring i alle medlemskirkerne. I Danmark udarbejdede Den danske Folkekirkens mellemkirkelige Råd at sende dokumentet videre til Danske Kirkers Råd et høringssvar efter en høringsrunde i alle stifterne. 
Det endelige dokument
På baggrund af alle svarene udarbejdede KEK og CCEE i ny tekst som blev offentliggjort i 2001.

## Ikke et juridisk, dogmatisk eller læremæssigt dokument
I følgebrevet til den endelige tekst til chartret understreges det at dokumentet ikke har læremæssig eller dogmatisk karakter og ikke er juridisk bindende. 
Chartret beskæftiger sig ikke direkte med emner relateret til kirkesyn, og ordet kirke bruges ”som det forstås af hvert af de subjekter der er involveret i initiativet”.